# 3869 Нортон
3869 Нортон (енгл. 3869 Norton) је астероид главног астероидног појаса са средњом удаљеношћу од Сунца која износи 2,452 астрономских јединица (АЈ).
Апсолутна магнитуда астероида је 13,0.